# Tenemos que hablar (canción)
«Tenemos que hablar» es una canción interpretada por la cantante y actriz mexicana Danna Paola. La canción fue lanzada oficialmente el 4 de agosto del 2023 en plataformas digitales como el tercer sencillo de su álbum de estudio Childstar lanzado en 2024.
El vídeo musical lo público a su canal VEVO de YouTube 10 días después de su lanzamiento y hasta ahora alcanzó más de 3 millones de reproducciones desde su estreno.

## Lista de canciones

### Descarga digital[4]
- 'Tenemos que hablar' - 3:10

## Vídeo musical
El vídeo llega dirigido por Edgar Esteves que ha querido detallar lo más importante mostrándo cómo Danna "Sufre un viaje transformador, liberándose simbólicamente de su antiguo yo, comportamientos tóxicos y fobias en "Tenemos Que Hablar". El vídeo comienza con Danna actuando en un teatro vacío, representando su propio vacío. Una escena la muestra con maquillaje completo mirando en un espejo de vanidad y llorando, una reminiscencia de la película "Joker", de Todd Phillips, que simboliza una crisis mental. El vídeo luego transita a Danna Paola como una payasa conduciendo un coche, con la versión renacida de ella misma atada en la parte superior. A medida que el vídeo avanza, revela que a pesar de parecer feliz ante el mundo exterior, Danna es internamente autodestructiva e infeliz. El vídeo culmina con la revelación de que Danna era la única que podía liberarse".

## Posicionamiento en listas
| Lista (2023)                                 | Mejor posición |
| -------------------------------------------- | -------------- |
| México (Monitor Latino)                      | 1              |
| México (Spotify Charts)                      | 107            |
| Estados Unidos Latin Pop Airplay (Billboard) | 17             |

## Historial de lanzamiento
| Región | Fecha               | Formato                     | Discográfica                            | Ref.  |
| ------ | ------------------- | --------------------------- | --------------------------------------- | ----- |
| Varios | 4 de agosto de 2023 | Descarga digital, Streaming | Universal Music, Universal Music México | [ 8 ] |